# 幕張インターナショナルスクール
幕張インターナショナルスクール（Makuhari International School）は、千葉県千葉市美浜区若葉三丁目にある私立幼稚園・小学校。通称は「MIS」。
多国籍の児童を対象としたインターナショナルスクールでありながらも、学校教育法第1条に則した、いわゆる1条学校である。
学校の授業は国語、そして5、6年生の日本語での社会の時間を除いて、全て英語で行うイマージョン教育校である。

## 学年構成
K1 - K3がキンダーガーデン・G1 - G6がエレメンタリースクールを構成し、キンダーガーデンは1クラス定員20人程度、エレメンタリースクールは1クラス定員26人で、共に1学年2クラス構成である。
また、ESLクラスという区分けや設定はなく、ESL担当の教諭が最低限度の補助的なサポートをする完全なイマージョン教育を実施している。

## 学校施設
学校施設としては、シーラカンスアンドアソシエイツの設計による、先進的デザインの木造の平屋校舎である。建物の高度利用が活発な幕張新都心地区に於いて、一種異彩を放つゆったりとした空間、芝生に囲まれたアウトサイドエリアを構え、独特の雰囲気を持つ。
2021年現在、給食室及びプール施設を有しないが、2015年に体育館が建設された。

## アクセス
- JR京葉線「海浜幕張駅」
- JR総武本線「幕張駅」
- 京成電鉄 京成千葉線「京成幕張駅」
- 千葉県各種各方面にスクールバスが路線化され組まれている。今後更に増便・コース追加が見込まれている

## 周辺環境
隣地にはアジア経済研究所、向かいには県立保健医療大学・県立幕張総合高等学校がある。また、昭和学院秀英中学校・高等学校・渋谷教育学園幕張中学校・高等学校・放送大学・県総合教育センター・神田外語大学等の文教施設が集まっている幕張新都心文教地区内に立地。

## 関連人物

### 学校関係者
- ポール ロジャース ( Paul Rogers ) 初代校長 (イギリス)
- トレント シトラノ（Trent Citrano）3代目校長（アメリカ）
- アンソニー ホール (Anthony Hall ) 3代目副校長 (イギリス）
- 早川恒雄 （学校法人幕張インターナショナルスクール理事長、千葉銀行相談役・第7代頭取）